# Estación de Sagunt (Metrovalencia)
Sagunt es una estación de la línea 4 de Metrovalencia. Fue inaugurada el 21 de mayo de 1994. Dispone de dos andenes, uno situado en la calle de Fray Pedro Vives y otro en la del Actor Mora, ambos en el distrito de La Zaidía, barrio de San Antonio. Esta configuración es necesaria dada la estrechez de dichas calles, que no permiten ambos andenes uno enfrente del otro.